# Sportstuga

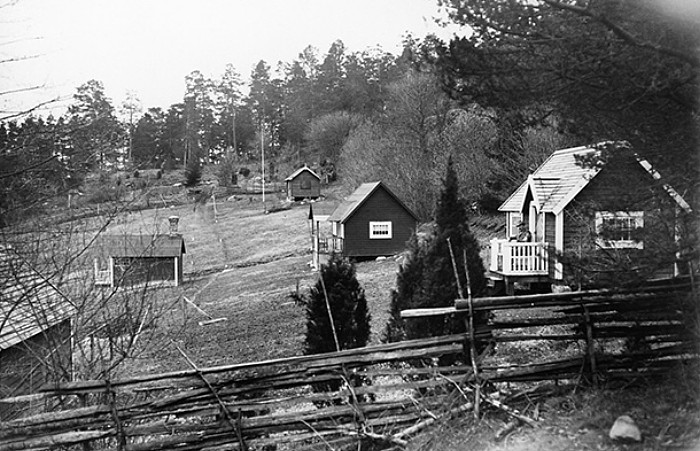
Grönstakolonin Sveriges första sportstugeområde omkring 1913.

Sportstuga är en enklare typ av stuga i ett plan som utgör en bas för idrott och friluftsliv.

## Definition

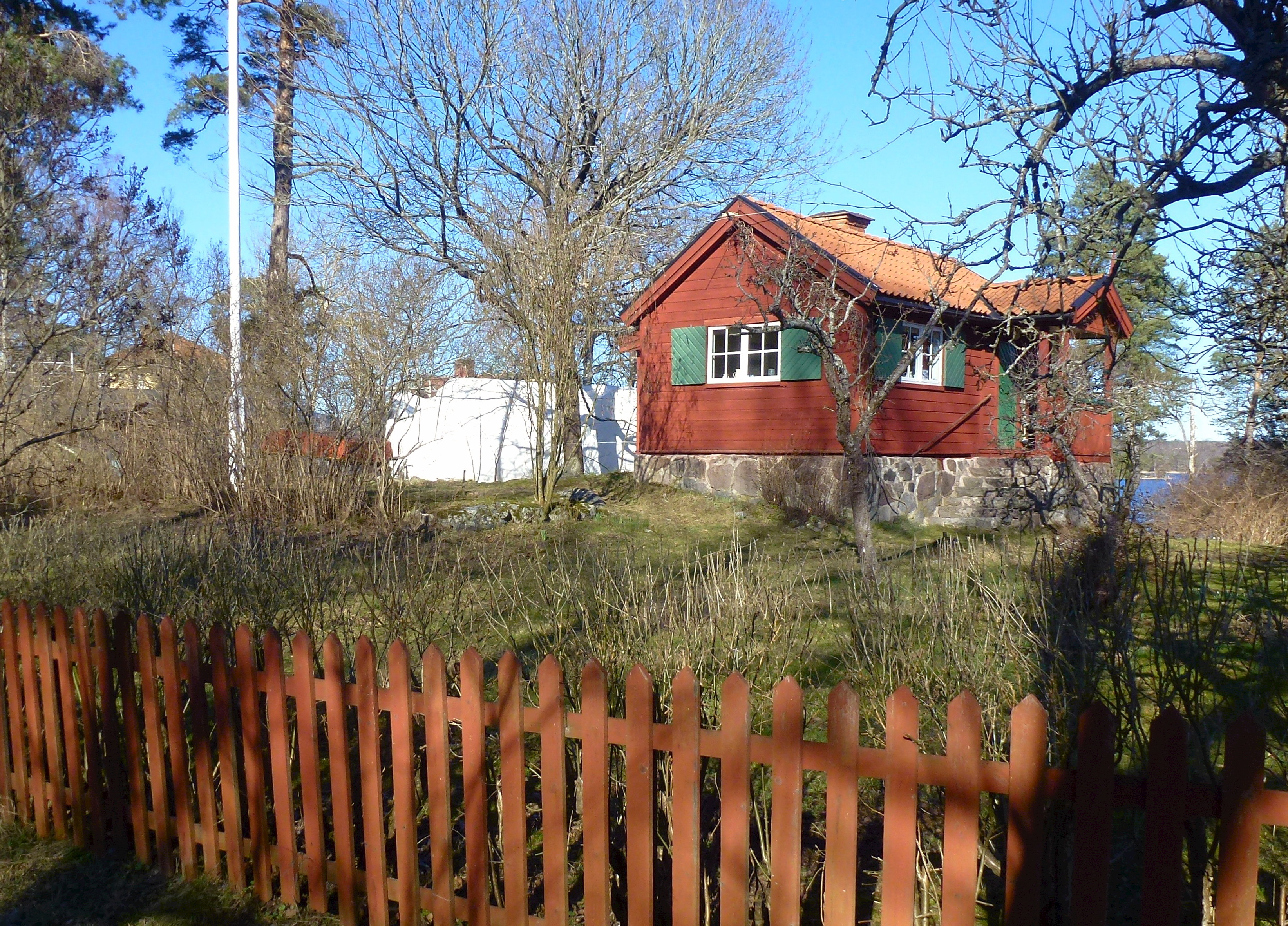
Lotteristuga typ 5 ritad av Gustaf Odel, för sportstugeområdet Trolldalen, Lidingö.

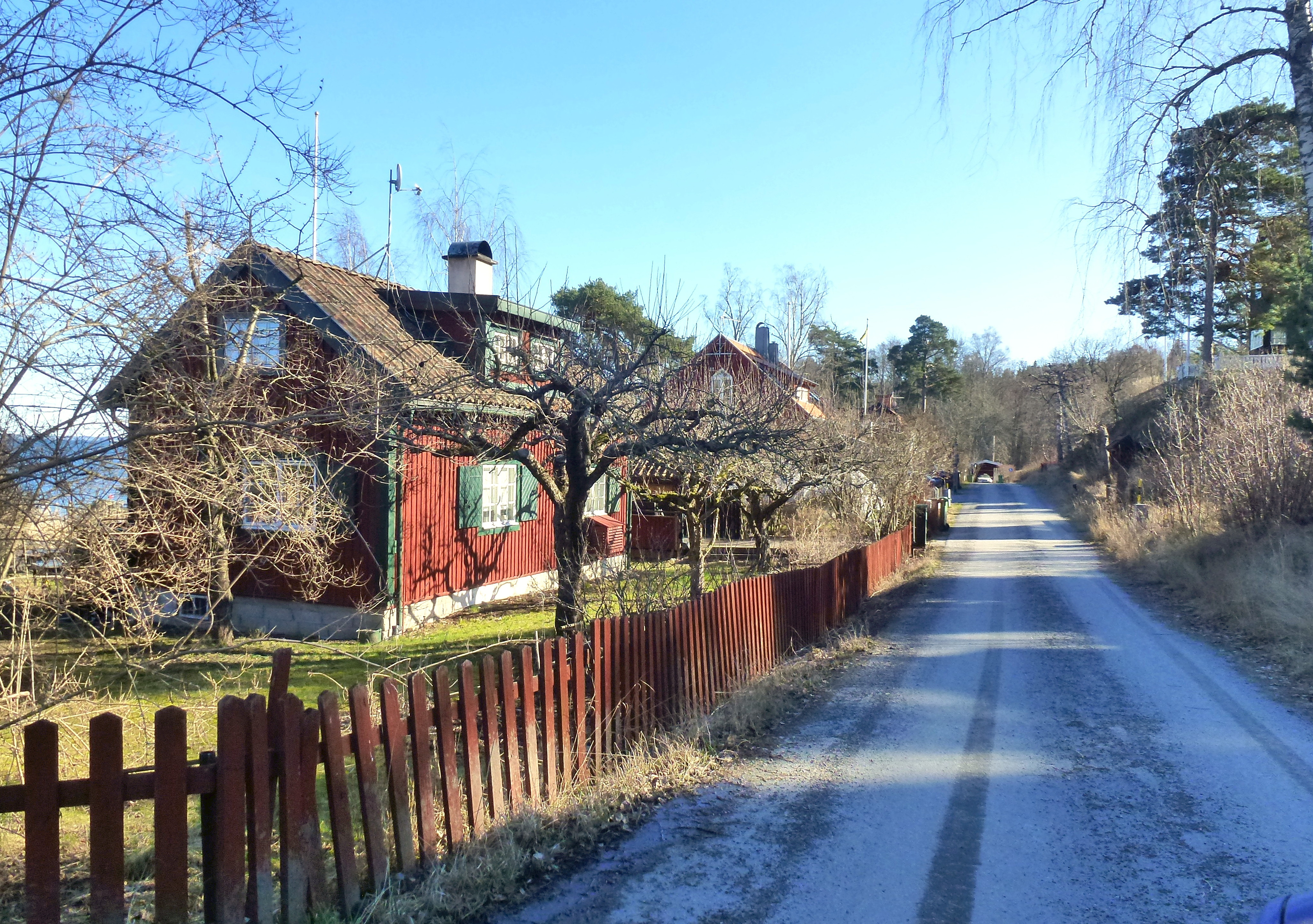
Sportstugor vid Trolldalsvägen i Trolldalen, Lidingö.

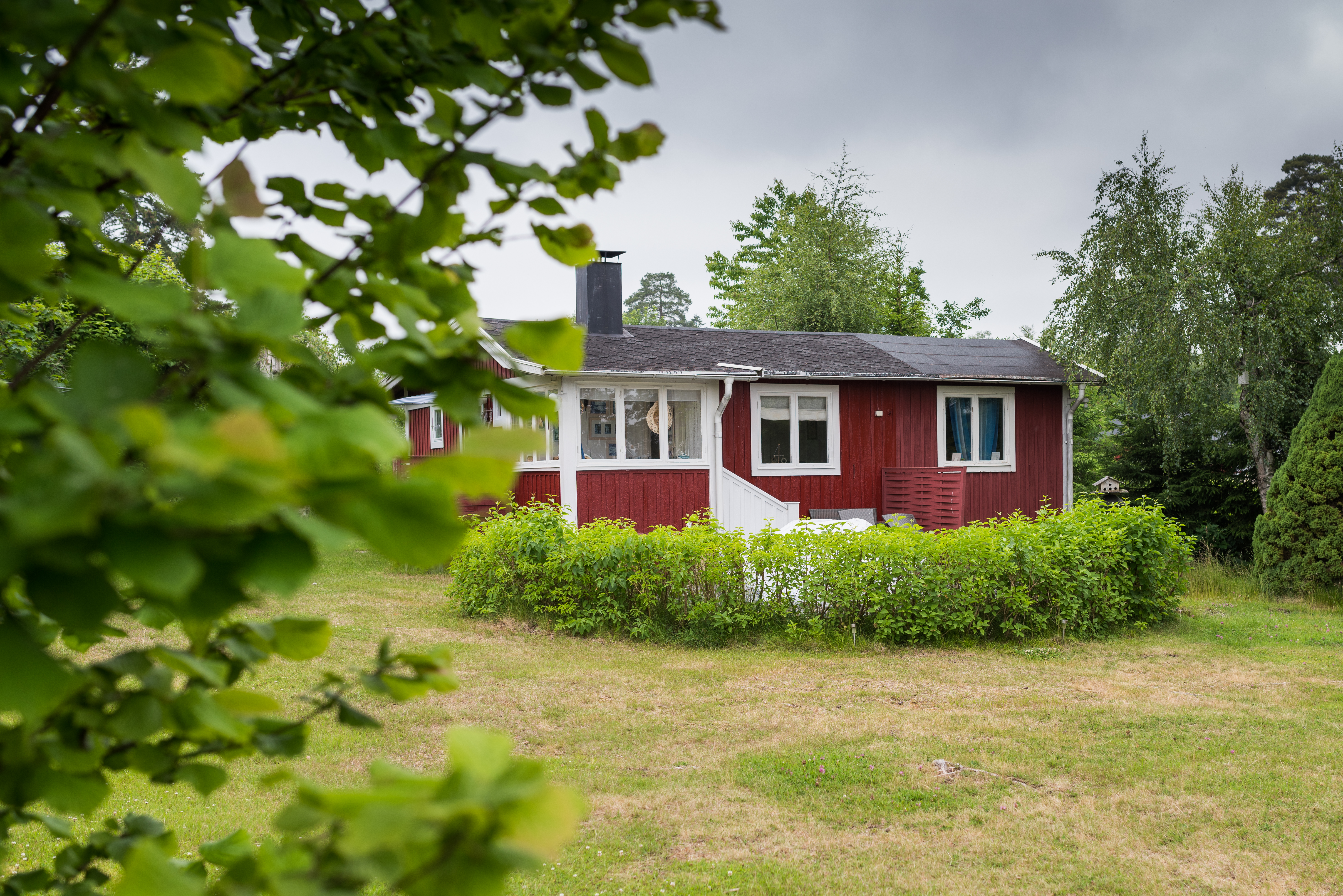
Sportstuga vid Årsta havsbad.

Enligt en definition från 1930 är en sportstuga "en liten, väl ombonad stuga med eldhärd, avsedd som tillfällig uppehållsort, och så belägen, att trakten omkring lämpar sig för friluftsliv". Sportstugan kan vara för kollektivt bruk för till exempel en förening och då förekommer också begreppen sporthem, idrottsgård, friluftsgård, klubbstuga eller idrottstuga. Den kan även vara för enskild typ och avser nuförtiden oftast en stuga som finns i anslutning till en skidanläggning. 1936 introducerade Gotthard Johansson ordet fritidsbostad och med detta följde begreppen fritidsbebyggelse och fritidshus. Vid 1940-talets mitt var dessa ord väl etablerade och används idag i stor utsträckning istället för sportstuga. Begreppet finns dock kvar för föreningsstugor och enskilda fjällstugor.

## Enskilda sportstugor i Sverige
Framväxten av enskilda sportstugor i Sverige var ett resultat av tidsandan under 1900-talets början. Industrialiseringen och urbaniseringen drev fram friluftslivet som hälsosamt och livgivande och man sökte en motvikt till sekelskiftets sommarnöjen med groggdrickande och krocketspel. Den bas man använde för att bedriva sport- och idrottsliv kallades först söndagsstuga, weekend cottage, weekendstuga eller friluftsstuga. Kring 1915-1920 myntades begreppet sportstuga. 
Sportstugorna låg i anslutning till storstäderna, företrädesvis Stockholm och Göteborg. Pionjärer för sportstugerörelsen var Stig Milles och Gustaf Stjernström, vilka båda var verksamma i Förbundet för Fysisk Fostran . Stig Milles var initiativtagare till Sveriges båda äldsta fortfarande existerande sportstugeområden: Grönstakolonin (grundad 1910) och Trolldalen (grundad 1912), båda på Sticklinge, nordvästra Lidingö. I Trolldalen byggde han den första stugan åt sig själv och flera stugor i Trolldalen ritades av brodern arkitekten Evert Milles.
Under tidigt 1900-tal gjorde man en skillnad mellan kolonistuga, sportstuga och sommarstuga (sommarnöje). Kolonistugan var liten (omkring 20 kvadratmeter) och anlagd på en kolonilott och används huvudsakligen under tiden kolonilotten brukades. Sportstugan var mer rymlig, skulle kunna användas hela året om och var en tillflyktsort utanför staden där man kunde idka sport- och friluftsliv. Sportstugan saknade vanligtvis bekvämligheter. Sommarstugan var å andra sidan en bostad där familjen kunde tillbringa sommaren utan att vistelsen blev förknippad med besvär. Var och en av dessa byggnadstyper nyttjades dessutom av olika samhällsklasser, där sportstugorna tillhörde medelklassen.
Sportstugans enkelhet gjorde den billig och i takt med ökad fritid fick den en stor spridning och blev ett modeord. Sportstugan blev nu en stuga i vidare mening. Flera områden med sportstugor växte fram runt storstäderna.

## Exempel på sportstugeområden
- Grönstakolonin och Trolldalen på norra Lidingö
- Delar av Älgö vid Saltsjöbaden
- Lilla Björknäs och Kungsvik vid Skurusundet i Nacka
- Årsta havsbad[5]
- Tranholmen i Lilla Värtan[5]